# Cmentarz w Kalwarii (Wilno)
Cmentarz w Kalwarii – cmentarz w Wilnie, na Werkach, przy kościele Znalezienia Krzyża Świętego, założony w 1664. 
Pierwszy cmentarz w wileńskiej Kalwarii powstał z chwilą rozpoczęcia budowy drewnianego kościoła przy zespole pielgrzymkowym, założonym w 1662 roku przez biskupa Jerzego Białłozora w Werkach niedaleko Wilna. W 1772 roku ukończono budowę kościoła i klasztoru Dominikanów, których Rosjanie wyrzucili stąd w 1850 roku. Cmentarz zajmuje zbocze wzgórza kościelnego oraz przeciwległego wzniesienia. Powstał on bez założenia planistycznego wzdłuż alei cmentarnej, prowadzącej w dolinę. 
Na cmentarzu znajdują się dwie barokowe kaplice  kalwaryjne: Kaplica Grobu Bożego i Kaplica Zmartwychwstania Pańskiego. W najstarszej części cmentarza zachowało się kilka tablic z początku XIX wieku. Jednym z najcenniejszych pomników na cmentarzu jest anioł oparty o skałę, na grobie Georges'a Ledouxa (zm. 1892), który został wykonany przez pracownię Błaszczyka na Rossie w Wilnie. 
W latach 80. XIX wieku obok schodów kalwaryjnych umieszczono granitową płytę z napisem "HIC SEPULTI  SUNT FRATRES ORDINIS PRAEDICATORUM E CONVENTU VERCOVENSI", na pamiątkę ponad 3 wieków Kalwarii wileńskiej.
Na cmentarzu tym znajdują się m.in. groby żołnierzy Armii Krajowej, w tym mogiła 46 żołnierzy z II Zgromadzenia, poległych w Krawczunach-Nowosółkach o wyzwolenie Wilna 13 lipca 1944 r. Groby akowskie niszczono z premedytacją po wojnie, bowiem władze uznały ich za bandytów. Groby te rekonstruował w 1989 roku Związek Polaków na Litwie przy pomocy Budimexu. Kolejną tablicę, umieszczoną w 1990 roku, zniszczyli wandale. Odbudowała ją społeczność polska. Tam też pochowany jest  Michał Półtorak (1915–1985), żołnierz 4 Brygady Wileńskiej AK, pseudonim Grot, kawaler orderu Virtuti Militari, który strzegł pamięci poległych pod Krawczunami-Nowosiółkami towarzyszy broni.

## Pochowani na cmentarzu
- Jerzy Surwiło – polski dziennikarz, pisarz
- Juozas Tunaitis – biskup pomocniczy wileński